# Phricanthes eutrachys
Phricanthes eutrachys es una especie de polilla de la familia Tortricidae. Se encuentra en Sumatra, Indonesia.